# Cynoglossus kopsii
Cynoglossus kopsii és un peix teleosti de la família dels cinoglòssids i de l'ordre dels pleuronectiformes que es troba des de les costes del Golf Pèrsic fins a Taiwan.